# 二苄基碲
二苄基碲是一种有机化合物，化学式为(C6H5CH2)2Te。它可由氯化苄、碲、水合肼和氢氧化钾反应制得。氯化苄、碲和碘化钠在110 °C反应，得到二苄基二碘化碲，它经硫化钠还原，也能得到二苄基碲。
它和二(三氟甲基)碲反应，可以得到苄基三氟甲基碲。

## 拓展阅读
- Bernard Gautheron, Gerard Tainturier, Chantal Degrand. . Journal of the American Chemical Society. 1985-09, 107 (19): 5579–5581  [2023-03-12]. ISSN 0002-7863. doi:10.1021/ja00305a070 （英语）.